# Procerosuchus
Procerosuchus es un género extinto de arcosaurio rauisúquido. Sus fósiles fueron recolectados en la Formación Santa María, en depósitos pertenecientes al Carniense, durante el Triásico, y se encontraron en el geoparque de  Paleorrota, en Rio Grande do Sul, Brasil. El género fue descrito por el paleontólogo alemán Friedrich von Huene en 1942.

## Clasificación
Inicialmente, se consideró a Procerosuchus como un aetosauria igual que a otros géneros de Rauisuchia como Prestosuchus. Más tarde, fue trasladado por von Huene a la familia Rauisuchidae. Alfred Sherwood Romer, fue el primero en considerar a Procerosuchus como un posible miembro de Ornithosuchidae, pero más tarde lo asignó a la familia Prestosuchidae, que estableció en 1966. En 1972, Romer asignó a Procerosuchus como un posible miembro de la familia Proterochampsidae. Krebs (1976) consideró que es un rauisuquio, al igual que Chatterjee (1985) y Carroll (1988).
Se ha sugerido que Procerosuchus es un miembro de la subfamilia Rauisuchinae. El género no ha sido incluido en ninguno de los análisis filogenéticos de Rauisuchinae, y su clasificación sigue siendo incierta. La taxonomía correcta es aún objeto de debate (incluso el propio orden es ahora considerado parafilético) y la anatomía de los distintos taxones, incluyendo a Procerosuchus, no se ha descrito plenamente. Procerosuchus no parece pertenecer a un grupo recientemente identificado de rauisuquios monofiléticos, denominado clado X, que incluye a los poposáuridos y ctenosauríscidos.